# Едисонов цокъл
Едисоновият цокъл е резбова система за бързо съединяване на електрически източници на светлина, разработена от Томас Едисон и патентована през 1894 г. Означава се с Exx, където xx съответства на диаметъра в милиметри, например цокъл E27 има диаметър 27 mm.
В повечето страни, в които се използва напрежение 230 – 240 V за битово електроснабдяване, най-често се използват цоклите:
- Е40 – за електролампи с голяма мощност, а също за газоразрядни лампи (натриеви, металохалогенни, луминесцентни живачни лампи, включвани с импулсно запалително устройство и реактивно съпротивление – дросел с магнитномек магнитопровод);
- E27 – най-разпространеният цокъл за стандартни крушки с нажежаема жичка и газоразрядни лампи за външно осветление; изработен от термореактивен материал – до 60 W, керамичен – до 200 W. Крушките E27 обикновено пасват и на цокъл E26.[2][3]
- E14 – „миньон“, често срещан в домашните осветителни тела, лампи с ниска мощност.

В Северна Америка (САЩ, Канада), където битовото напрежение е 110 V, стандартният размер е E26. Използват се и цокли E12 за лампи за осветление и цокли E10 V за електрически гирлянди. Цоклите Е17 се използват при някои настолни лампи и остарели домакински уреди, при които се изисква слабо осветление.
По-големите фасонки, например Е40, се използват за мощни лампи (500 W и повече).
Първоначално цокълът E27 е предназначен за лампи с нажежаема жичка, но с този цокъл започват да се произвеждат и LED лампи, и луминесцентни лампи.

## Размери на цокъла
| Тип         | Диаметър | Наименование                                                                 | Код по IEC 60061-1 |
| ----------- | -------- | ---------------------------------------------------------------------------- | ------------------ |
| E5          | 5 mm     | Микроцокъл (LES, Lilliput Edison Screw)                                      | 7004-25            |
| E10 (110 V) | 10 mm    | Миниатюрен цокъл (MES, Miniature Edison Screw)                               | 7004-22            |
| E11         | 11 mm    | Миницокъл                                                                    |                    |
| E12 (110 V) | 12 mm    | Цокъл за полюлей (CES, Candelabra Edison Screw)                              | 7004-28            |
| E14         | 14 mm    | Малък цокъл; цокъл за лампи тип „миньон“ (SES, Small Edison Screw)           | 7004-23            |
| E17 (110 V) | 17 mm    | Среден цокъл (IES)                                                           | 7004-26            |
| E26 (110 V) | 26 mm    | Стандартен (дюймов) цокъл (ES или MES, [Medium] Edison Screw) за лампи 120 V | 7004-21A-2         |
| E27         | 27 mm    | Стандартен цокъл (ES) за лампи 230 V                                         | 7004-21            |
| E40         | 40 mm    | Голям цокъл „Голиат“ (GES, Giant Edison Screw)                               | 7004-24            |